# Лук'янов Володимир Васильович
Володимир Васильович Лук'янов (20 липня 1901, село Заболоття Покровського повіту Владимирської губернії, тепер Владимирської області, Російська Федерація — 27 жовтня 1958, Москва) — радянський партійний діяч. Член ЦК КПРС у жовтні 1952 — лютому 1956 р. Член Центральної Ревізійної Комісії КПРС у лютому 1956 — жовтні 1958 р. Депутат Верховної Ради СРСР 1-3-го скликань (з 1941 року).

## Біографія
Народився у родині селянки-середнячки. У квітні 1912 — березні 1920 року — селянин у своєму господарстві у селі Заболотті.
У березні 1920 — листопаді 1923 року — червоноармієць 2-го стрілецького полку РСЧА у місті Серпухові Московської губернії, червоноармієць 30-го Рязанського стрілецького полку РСЧА у місті Рязані, червоноармієць військового ветеринарного лазарету в Москві. У 1923 році вступив до комсомолу.
У листопаді 1923 — квітні 1924 року — студент Московського ветеринарного інституту.
У квітні 1924 — квітні 1925 року — сторож Московського окружного складу військово-технічного майна. У квітні 1925 — вересні 1926 року — технічний секретар, у вересні 1926 — серпні 1929 року — голова групкому, групком візників приватних підприємств Замоскворецького району Москви.
Член ВКП(б) з січня 1927 року.
У вересні 1929 — червні 1930 року — технік-нормувальник, завідувач загального відділу пайового товариства «Моспогруз». У червні 1930 — травні 1933 року — технік, інспектор, інженер Московського експлуатаційно-планового управління Народного комісаріату шляхів сполучення СРСР. У травні — листопаді 1933 року — економіст із транспорту Московської обласної наради із перевезень президії Московського обласного виконавчого комітету. У листопаді 1933 — листопаді 1934 року — економіст транспортного об'єднання «Союзтранс» у Москві.
У листопаді 1934 — квітні 1936 року — студент Московського інституту інженерів автодорожнього транспорту імені Сталіна. Здобув спеціальність інженера-економіста автодорожнього транспорту.
У квітні — листопаді 1936 року — інженер-економіст Московського науково-дослідного інституту дорожнього транспорту. У листопаді 1936 — липні 1937 року — старший інженер Московського науково-дослідного інституту міського руху при тресті «Мострамвайтрест».
У липні — листопаді 1937 року — інструктор Куйбишевського районного комітету ВКП(б) міста Москви. У листопаді 1937 — травні 1938 року — заступник завідувача відділу партійних кадрів Куйбишевського районного комітету ВКП(б) міста Москви.
У травні 1938 — вересні 1940 року — 2-й секретар Кіровського обласного комітету ВКП(б).
17 вересня 1940 — 12 березня 1947 року — 1-й секретар Кіровського обласного комітету ВКП(б).
У лютому 1947 — серпні 1952 року — 1-й секретар Івановського обласного комітету ВКП(б).
У серпні 1952 — лютому 1954 року — 1-й секретар Ярославського обласного комітету ВКП(б)-КПРС.
У лютому 1954 — жовтні 1958 року — член Комісії партійного контролю (КПК) при ЦК КПРС. У березні 1955 — квітні 1956 року — заступник голови Комісії партійного контролю (КПК) при ЦК КПРС. У квітні 1956 — жовтні 1958 року — секретар Комісії партійного контролю (КПК) при ЦК КПРС.
З 1958 року — на пенсії у Москві, де й помер. Похований на Новодівочому цвинтарі.

## Нагороди
- два ордени Трудового Червоного Прапора
- орден Вітчизняної війни I ступеня
- орден Червоної Зірки